# 아타리
아타리(영어: Atari)는 미국의 비디오 게임회사이다. 1972년에 놀런 부슈널이 창업하여, 세계최초의 비디오 게임인 퐁을 만드는 것을 시작으로, 아케이드 게임과 가정용 게임기를 중심으로 PC 게임, 핀볼, 휴대용 게임기를 만들면서 세계 최초의 비디오 게임회사로 성장하였다.
1983년 비디오 게임 위기 이후 침체기를 거쳐 아타리는 프랑스의 인포그램즈라는 회사가 지적재산권과 회사를 사들이면서, 아타리 주식회사 (아타리 SA 자회사)와 아타리 인티엑시티브로 분할 · 설립되었다. 이후, 인포그램즈는 사명을 아타리 SA로 바꾸면서 아타리를 관리하고 있다.
명칭의 유래는 일본의 바둑 용어인 단수(일본어: あたり 아타리[*])에서 따온 것으로 알려졌다.

## 개요
1972년 놀런 부시넬이 창업한 이 회사는 비디오 게임 제작을 주안점으로 창립된 회사로는 세계 최초의 기업이다.이 회사는 아케이드 게임과 가정용 게임 개발을 주축으로 하고 있는 한편 PC, 핀볼, 전자게임을 만든 바 있다.
미국의 Atari, Inc. 는 1999년에 프랑스 임포그램 그룹에 인수되었고, 2009년에 옛 임포그램 그룹은 모두 아탈리 브랜드로 개명되어 Atari SA 그룹이 되었다. 구 정보그램인 Atari SA 본사는 파리, 그 자회사로 구 정보그램인 Atari, Inc. 및 Atari Interactive의 본사는 뉴욕에 있다.
일본 지사에는 아타리 재팬이 있지만, 구 아타리 그룹의 자회사로서의 구 아타리 재팬과 구 인포그램 재팬이 개명한 아타리 재팬이 있어, 양자는 다른 회사이다.자세한 것은 「아타리 재팬」을 참조.
미국의 Atari, Inc. 는 2017년 현재 레트로 게임을 결합한 게임기 'Atari Flashback'과 게이밍 스마트워치 'Gameband' 등 게임기를 판매하고 있다.

## 개설

### 회사명의 유래
일본 기원 초단을 가진 부시넬이 바둑 용어 '아타리'에서 회사명을 따냈다. 당초는 '시지기'(Syzygy)로 하려고 했지만, 다른 회사가 상표 등록을 마친 상태에서 사용할 수 없었기 때문에('시지기'에 대해서는 컴퓨터 공간 참조), 부시넬이 좋아하는 바둑 용어 '센테', '하네', '아타리' 중에서「아타리」를 선택한 이유에는 「점점 적을 포위해, 자기 진지를 넓혀 버린다」라고 하는 목적도 있었다고 말해지고 있다.

### 아타리 마크
사문은 ATARI의 A를 도안화한 것으로 일본의 후지산에 빗대어 후지마크라고도 불리지만 후지산과는 직접적인 관계는 없다.영세업체였던 1973년 봄쯤 만들어졌기 때문에 태어난 과정이나 첫 등장일은 분명치 않다.
마크 아래에는 관련 기업의 이름, 그것이 없을 경우 캐치 카피인 "Innovative Leisure"(이노베이티브·레저:신선한 놀이)가 들어간다.1991년 6월에는 창업 25주년을 기념해 사원으로 사람 마크(사람 글자 같은 것)가 만들어졌다. 스마트한 디자인으로 친숙한 탓에 인포그램 산하가 된 지금도 사용되고 있지만 세부 사항은 미묘하게 바뀌었다.

## 연혁
놀런 부시넬은 비디오게임의 아케이드 게임화를 위해 컴퓨터스페이스를 출시했으나 실패했다. 그러나 이 게임의 발매원인 낫칭 어소시에이트 사장의 정보를 바탕으로 세계 최초의 가정용 게임기 오디세이 출시 전 전시를 본 부시넬은 감명을 받고 독립적으로 새 회사 설립을 결심했다.
컴퓨터 공간을 내놓기 위해 부시넬과 함께 앰펙스에서 너칭까지 함께 이직도 해준 래리 브라이언과 테드 더브니를 꾀어 셋이서 250달러씩 내놓을 계획이었으나 브라이언은 창업도 하기 전에 옷을 벗었다. 그래서 더브니와 둘이서 캘리포니아주 샌타클래라의 작은 차고 컴퍼니의 1407호실을 빌려, 1972년 6월 27일에 창업했다. 차고 안을 칸막이로 칸막이를 하고 앞쪽은 사무실, 안쪽은 공작실로 했다.

### 창업시
목적은 대형 아케이드 회사에 비디오게임을 파는 것이었지만, 당초에는 컴퓨터 스페이스의 권리료가 약간 들어올 뿐이었다. 그래서 핀볼회사에서 핀볼을 사 인근 스탠퍼드대 근처에서 디스트리뷰터(아케이드 게임을 사서 설치하고 돈을 회수하는 업무)를 시작했는데 부시넬이 놀이공원의 한 게임코너 아르바이트 경험이 도움이 됐는지 수입이 좋아 아타리가 금방 망할 염려는 없어졌다.
사원 면에서는 우선 세 번째 사원으로, 부시넬 딸의 유모였던 신시아 빌란누바를 전화번호부 겸 접수처로 고용했다. 이어 부시넬이 예전에 근무했던 녹음기 회사 앰펙스의 후배 앨런 알콘(Allan Alcorn일명 알)을 부사장으로, 기술자로 고용해 주겠다고 꼬드겼다. 암펙스에서 구조조정이 시작됐기 때문에 아르콘은 부시넬의 동의로 아탈리에 스카우트됐고 네 번째 사원이 됐다. 이 아르콘에 'Odessey'와 비슷한 게임 '폰'을 만들게 한 곳, 큰 인기를 얻어, 여기서부터 아타리 및 아케이드 비디오 게임의 대약진이 시작되었다.

### 『폰』 제조 개시 후
처음에는 시간과 돈을 만들어 둔다→전기상 등에서 자재를 많이 산다→기판 등 전자부품을 만든다→빈 케이스를 두고 부품을 이리저리 붙인다→팔았다면 팔았다면 팔린 돈으로 다시 자재를 산다는 완전한 자전거 조업이었다. 이래서는 매일 몇 대, 아무리 노력해도 10대밖에 만들 수 없었다. 하지만 「폰」은 400달러에 만들어, 1,200달러즉시 현금 지불이 불티나게 팔렸다. 요즘 미국에서 가장 인기가 있었던 핀볼은 하루에 약 100달러를 벌고 있었는데, '폰'은 100달러에서 200달러 이상 벌었기 때문에 즉 3일만에 제조비용, 1주일만에 판매비용을 회수할 수 있었다. 당시 아케이드 업계는 미국과 일본 모두 인지도와 기업 신뢰도가 낮아 은행에서 돈을 빌려줄 수 있는 게임업체는 대기업뿐이었지만 아타리는 이렇게 꾸준히 군자금을 쌓아갔다.
아타리는 옆방도 빌린다 → 찌그러진 롤러스케이트장을 빌려 공장으로 개조 → 당시 미국에서 최신설비의 공장과 9개월간 3번이나 이전, 생산라인의 종업원은 직안에서 모조리 말을 걸어, 최종적으로는 200명으로 매일 100대의 생산능력을 확보했다. 그래도 일손이 부족했기 때문에, 아타리에 들어온 사람이라면 누구라도 절조없이 스카웃했다. 후에 스프라이트 기능등을 낳는 기술자 스티브·브리스토는, 납땜이나 현금 회수시의 보디가드를, 아내의 도움을 받고 있었다.
종업원은 저임금으로 하루 12시간, 바쁠 때는 20시간 일하고, 피곤할 때는 만들고 있는 게임을 가지고 놀았지만, 웬일인지 집에 돌아가지 않는 사람이 많았다. 이들 중 다수가 히피였기 때문에 공장은 늘 대마초 냄새와 록 음악의 대음향으로 가득 찼고 돈이 궁한 히피가 TV와 부품을 멋대로 전당포에 팔아치우는 일도 있었다. 하지만 게임이 팔릴 때마다 전원에게 보너스가 빈번히 나오는 등, 위세는 매우 좋았다. 자본금 500달러로 시작한 아타리는 이듬해 손쉽게 320만달러 이상의 매출을 올렸고 이 무렵의 매출과 자본금의 급성장세는 미국 기업으로서 아직도 깨지지 않은 기록이다.「폰」이외의 게임에서는, 1973년에 「폰더블스」, 공과 라켓 타입 이외의 게임에서는, 「스페이스 레이스」를 발매했다.
다만 앞서 언급한 답니는 이 급성장을 따라갈 수 없다고 밝혔으므로 퇴직 조건으로 지금까지의 직영 로케이션(회사가 직접 기계를 설치하는 것) 권리를 답니가, 주권을 부시넬이 모두 갖기로 했다. 이렇게 창립 1년여 만에 아타리는 명실상부한 부시넬의 회사가 됐다.
1973년에는 효율적인 판매를 위해 자회사인 키게임스(Kee Games)를 설립했지만 약 1년 반 만에 빠르게 흡수 합병, 키게임스 사장 키난을 아타리의 사장으로 앉히고 부시넬은 회장이 됐다. 이후 키넌은 아르콘과 함께 부시넬의 심복 한 팔로 활약하게 된다.이 외에 일본 지사로서 아타리 재팬(초대)을 만들었는데, 이것에 대해서는 왼쪽 링크를 참조.
1974년 초에는 40번째 사원으로 스티브 잡스가 기술자로 입사했다. 역시 1974년에는 첫 가정용 게임기로 뽕의 가정용판 홈 뽕, 1976년에는 뽕에 이은 대박작으로 브레이크아웃을 발표했다. 잡스는 이 게임에 필요한 범용 논리 IC의 수를 반감시킨다고 하는 일을 지인으로 휴렛 팩커드의 기술자였던 스티브·워즈니악에게 의뢰했는데, 이 때 잡스는 반분이라고 칭해 보수액을 과소하게 건네고 있었다.
1975년 컴퓨터 키트 Altair 8800이 출시되어 인기를 얻는다. 워즈니악은 Altair 8800보다 더 뛰어난 기계를 직접 만들 수 있다고 생각하고 마이크로 컴퓨터 애플 I를 혼자 힘으로 설계했다. 잡스가 이것으로 비즈니스를 시작할 것을 생각해 휴렛 팩커드와 아타리에 상품화를 타진했지만 거절당하자 1976년 4월 1일, 잡스와 워즈니악에 아타리의 제도공인 로널드 웨인(영어판)을 더해 Apple Computer Company를 설립했다.또 비즈니스를 확대할 때에도 아타리 시대의 상사를 의지해 마이크·마크라를 소개받았다.

### Atari 2600와 워너 인수

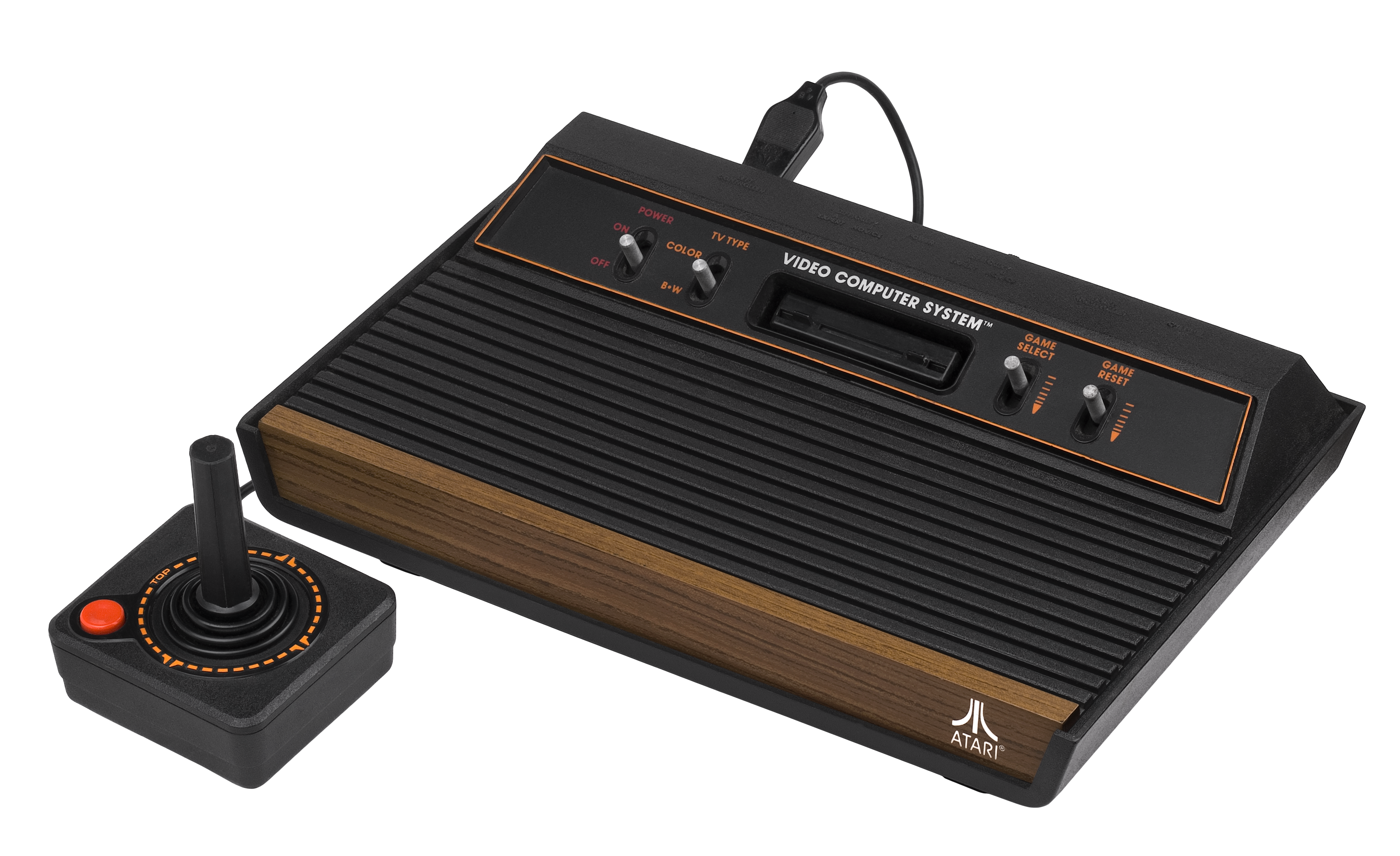
Atari VCS（2600）

가정용 게임 부문으로서는 Atari 2600(당초에는 VCS라고 불렸다)의 구상을 세웠지만, 돈을 버는 기업이라고 해도 많은 돈이 움직이는 데다 여전히 게임 업계가 금융상의 신용이 없기 때문에 자금 변통이 어렵고, 최근에는 자칫 잘못하면 도산할지도 모르는 위기를 내포하고 있었다.부시넬은 주식공개도 고려했지만 결국 대기업 매각으로 자금을 안정시킬 방법을 생각해냈다.유니버설 스튜디오로 유명해지는 유니버설이나 디즈니에 대해 말을 걸었지만 반응이 없었다.
워너·커뮤니케이션의 스티브·로스 회장(후에 세계 최대의 미디어 집단, 타임 워너 회장)은 가족 동반으로 디즈니랜드에 놀았을 때, 아이들이 노는 아타리의 게임을 본 것이 계기로 동사를 조사했다고 말하고 있다.
워너커뮤니케이션은 영화사 워너브러더스의 모회사다.영화산업은 60년대에 불황에 접어들어 디즈니를 제외하고는 모두 인수됐다.1969년에 장례식장과 주차장을 운영하는 키니·내셔널·컴퍼니스가 워너·브라더스(WB)를 매수.모회사가 자회사를 본떠 워너·커뮤니케이션으로 사명을 바꾸었다.
1976년 10월에 워너는 2,800만달러에 아타리를 인수했다. 인수액 중 1,300만달러는 부시넬의 주머니로 들어가 억만장자가 되었고, 중역진의 직책은 그대로 남겨진 반면, 부시넬은 후에 '워너로의 매각은 실패였다.앞으로 2주간 있으면, 자금을 조달할 수 있었다」라고 말했다.또, 그 다음 달인 같은 해 11월에는 1976년 11월에는 플리퍼 핀볼에도 참가했다.
Atari 2600은 1977년에 발매되었지만, 직후부터 서드 파티나 경합 타사의 가정용 게임기가 철퇴하는 등, 사고가 잇따라, 좀처럼 팔리지 않았다.그래서 워너는 섬유업계 영업에서 잘나가던 레이먼드 카사르를 가정용 부문 선두로 뽑아냈는데, 이 카사르야말로 부시넬과 아탈리에게 역병신이라고도 할 수 있었던 Atari 2600으로 워너의 움직임에 불을 질러버렸다.
부시넬이나 아르콘들은 자신들을 '아탈리안(Atarian)'이라 부르며 자유로운 모습, 시간, 분위기로 즐기도록 경영과 개발을 했다. 그리고 신작 게임도 반드시 테스트 플레이에 참가해, 의견을 말하고 있었다.워너 매각 이전에 중요한 회의를 할 때는 게임으로 돈을 번 부시넬의 대저택에서 무려 자쿠지(거품탕) 속에서 하고 있었을 정도다. 하지만 카사르를 비롯한 워너 중역진은 넥타이를 매고, 목적이라곤 사업 확장과 매출만, 그것도 아케이드가 아닌 Atari 2600개 판매만을 목표로 하고 있을 뿐 아니라 시험 판매에도 참여하지 않았다.
하지만, Atari 2600은 아직 팔리지 않기 때문에, 부시넬은 전술한 플리퍼와 자신이 구상한 Atari 2600의 사업 축소·중지를 제안했다. 하지만, 워너측은 로스도 포함해 맹반발, 교섭은 결렬됐다.그러다가 부시넬이 1978년 12월 아탈리안에서만 중역회의를 가졌는데 소식을 들은 워너가 격노한다.부시넬에게는 Yes나 No의 대답을 강요받은 여유도 있었지만 사실상 워너가 부시넬을 일방적으로 해임했다. 하지만, 부시넬은 잔재주도 조금 연습하고 있었다.워너와 계약할 때 퇴직 후 5년간 아타리와 경쟁하는 일을 하면 안 된다 등 외에 내가 그만두면 퇴직금을 받을 수 없지만 해임되면 받을 수 있다는 항목이 있어 워너의 해임을 유도한 것이다.이렇게 부시넬은 자신이 만든 아타리를 6년도 안 돼 쫓겨났고 다시는 돌아오지 않았다.

### 카사르 시대
키넌이 회장, 카사르가 사장으로 앞당겨 승격했으나 키넌도 얼마 되지 않아 1979년 10월 퇴직(그 후에도 부시넬과 친분이 있었음), 카사르가 회장이 됐다.그동안 자유로웠던 아타리는 엄격한 사풍으로 변해 양복과 입장용 IC카드가 의무화된다.다른 부문은 출입이 제한돼 얼굴도 이름도 알아보기 어렵게 됐다.이것은 이미 워너 매각전, 다른 회사의 게임과 비슷한 게임이 다른 회사로부터 발매되어 소송이 되었던 것이 이유의 하나이다.
아탈리안들도 점점 해고되거나, 의원 퇴직을 당했다(다만 그러한 환경에서도 계속 재적하며 뛰어난 아케이드 게임을 개발한 아탈리안도 있다).퇴직한 유능한 아탈리안들 중에는, Atari 2600용의 서드 파티 회사를 차리는 사람도 있었다.1979년 설립의 액티비전은 그 효시이며 세계 최초의 서드파티 게임 메이커이다.Atari 2600개의 그래픽 칩을 개발한 Jay Miner는 최근 퇴직하고 Atari 2600용 조이스틱을 개발한다는 명목으로 Amiga사를 설립, 신형 하드웨어를 개발하고 있다.알콘도 자신의 전자 게임 기획에 몰수당했기 때문에, 1981년에 퇴직했다(그 후, 후배라고도 말할 수 있는 잡스가 만든, Apple Computer에 근무한 적도 있다).
카사르는 아탈리안들이 기획한 게임을 점점 몰락시켰을 뿐만 아니라 아케이드 부문에도 예산절감 등 여러 방해를 가하기 시작했다.이 때부터 1983년 비디오 게임 위기까지의 아케이드 작품은, 플라이어(전단지)가 흑백이 되어, 매년의 신작수가 반을 넘게 감소하는 등의 방해가 있었다. 하지만 그래도 아타리 매출은 차별된 아케이드 부문이 벌었고 우대받은 가정용 부문의 성적은 부족하지 않았다.
카사르의 유일한 공적은, 일본의 「스페이스 인 베이더」가 팔리고 있었기 때문에, Atari 2600에의 이식을 제안한 것이다.이로써 1980년 Atari 2600개는 겨우 팔리기 시작했다.1980년의 아타리의 매상고는 전년의 2배의 4억1500만달러, 영업이익이 전년의 5배의 7700만달러에 이르러, 워너 그룹 전체 영업이익의 1/3을 아타리가 차지했다.1981년에는 매출 10억달러, 이익 3억달러로 늘었다.
1981년에 워너 예산회의에 참석한 카사르는 아탈리의 시장에서의 지위가 1986년까지 확고해져 60억달러의 총수입, 20억달러의 이익을 얻을 것으로 예측했다.같은 해 로스는 카사르에게 600만달러의 보너스를 주었다.트럼프타워의 호화 아파트먼트도 회사가 사줬다.카사르와 아탈리의 간부들은 리무진과 회사 제트기로 여행을 했고, 어느 곳이나 최고급 호텔에 투숙했다.1982년 봄 연례 매출회의는 몬테카를로에서 열려 최고급 호텔이 숙박 장소가 되었다.
동시에 로스는 급격한 수익 증가가 언젠가 반전으로 돌아설 수 있다고 예측했다.파트너를 붙여 하드웨어 개발을 추진하는 방안도 나왔지만 실현되지 못했다.위험을 헤지하기 위해 아탈리의 주식을 공개하고 절반을 팔 계획을 세웠지만 역시 무산됐다.
1982년에 Atari 2600의 누계 판매 대수는 1000만대를 넘고 있었다.급격한 매출 증가 때문에 생산이 따라가지 못하고 생산량 전망을 세우기 위해 1981년 10월 아타리는 판매대리점에 다음 해분의 일괄 주문을 요구했다. 그러나 이것이 화근이 되어 아탈리에게 있어서 후에 치명상이 된다.이듬해인 1982년에도 시장의 고성장을 예상했던 판매대리점은 품절을 막기 위해 아타리에 대해 대량의 주문을 했고 아타리는 이를 그대로 받아들여 잘못된 수요를 예측해 게임소프트웨어 카트리지를 과도하게 대량생산했다.다음 1983년이 되면 시장에서의 게임 소프트 공급 과다로 인해 발주의 대부분이 취소되어, 아타리는 대량의 불량 재고를 안고 있는 처지가 된다.
1980년 아케이드 게임으로 등장해 미국에서도 대히트를 쳤던 남코의 '팩맨'은 1982년 Atari 2600으로 이식됐다.카사르가 무허가로 이식을 결정하자 카사르를 격노시켰는데 이것이 스페이스 인베이더에 이어 두 번째 킬러 소프트웨어가 됐다.Atari 2600의 인기는 정점에 달했다. 그러나 Atari 2600판 '팩맨'의 생산량은 열악하고, 게다가 앞에서 서술한 잘못된 수요예측으로 인해 당시의 Atari 2600본체의 가동대수를 수백만개나 웃돈 수의 카트리지가 생산되었기 때문에 대량의 악성재고가 발생했다.
또 "인기 타이틀이라면 Atari 2600에 게임으로 만들면 뭐든지 팔린다"고 오해해 수준 낮은 소프트웨어가 납품되었다. 1982년의 수신자 하드 전용 소프트 판매에 있어서의 수신자 점유율은, 전년의 80%에서 56%로 크게 저하했다.아타리가 스스로 만든 소프트로는, 인기 영화의 「E.T.」게임화가 대실패했다(다만, 「당시는 시작하기 어려웠지만, 묘하게 변해 있어 재미있는 게임이다」라고 지지하는 소리도 현재까지 일부에 들린다).게다가 1982년에는 코모도르의 취미 PC 「코모도르 64」와 코레코의 게임기 「코레코비전」 등 경쟁기가 발매되어 Atari 2600의 점유율을 침식하기 시작했다.아타리는 Atari 2600의 후계기 「Atari 5200」을 발매하지만, Atari 5200은 Atari 2600과의 호환성이 없고, Atari 2600으로 쌓아 올린 점유율이 우위가 되지 않았다.
아타리 뿐만이 아니라 모회사인 워너에게도 위기가 다가오고 있었다.레코드점에서의 아타리 제품 유통을 담당하고 있던 WEA의 사장은 82년의 봄에 로스엔젤레스에 상담했다.거슬러 올라가면 1978년 워너가 인수할 때 WEA가 아타리 제품 공급을 맡는 얘기가 나왔지만 이뤄지지 않았다.아타리가 급성장해 갔을 때에도 제안했지만, 판매점 확대에 분주한 카사르가 반대했다.그 결과는 앞에서 말한 것처럼 판매점의 손익계정에 의한 과잉발주로 인해 배신당하게 된다.
아타리의 상담역을 하던 잭 홀츠먼은 82년 6월 회사를 팔라는 건의서한을 로스앤젤레스에 보냈다.재고가 너무 많다는 이유였다.음반사를 인수해 온 로스앤젤레스 주위에는 데이비드 게핀, 모 오스틴, 잭 홀츠먼 등 유명 소프트웨어 산업의 현주인이 많았다.
그러나, 이미 아타리의 수익은 워너의 주가와 연동하고 있어 불가분이 되어 있었다.워너의 주식이 6년간 3000% 오른 것은 아타리의 실적 때문이다.8월에는 과잉 재고가 재무제표에 숫자로 나타났다.6500만달러의 재고를 상각한다고 하는 숫자가 나온 직후에 로스를 포함한 간부 중에 워너주를 파는 움직임이 있었다. 그리고 12월에 아타리의 견적수익이 보고되었다.
1982년 12월 8일 워너는 아타리의 매출 하강을 이유로 같은 해 4분기 이익을 하향 조정했고 다음날 워너의 주가는 폭락했다. 아타리의 매상은 다음해 제1사분기에 걸쳐 급락했다.
그런데도 카사르는 로스앤젤레스에게 낙관적인 견적을 계속 제시했다.83년 24분기의 손실은 3억 1천50만달러였고. 최종적으로는 이 해의 아타리 손실은 5억달러가 되었다.워너의 주가는 그해 초에는 20달러가 되었다(전년은 63달러 50센트였다).
내부자거래 의혹을 받던 카사르는 1983년 7월 해임됐다.
워너 측 변호사는 카사르의 비리 추구에 적극 협력했다.그 과정에서 전년 12월 발표 때보다 한 달 앞서 완료된 로스앤젤레스의(즉 폭락 이전의) 자사주 매각이 간과됐다.로스는 주식 매각으로 2천백만달러를 받았다.이것에 대해서 주주에 의한 소송도 있었지만 화해로 결착되었다.이 가운데 로스는 아타리에 대해 문제가 있다는 보고를 받지 않았으며 12월 보고를 받고 놀라움과 분노를 느꼈다고 증언했다.
카사르의 후임인 제임스 모건의 첫 임무는 사내의 낭비 감소였고, 다음은 'E.T.'의 카세트 대량 처분('비디오 게임의 무덤' 항목 참조), 그리고 사원의 정리해고였다.이 정리해고 직전이 아타리의 최대 사원수로, 1972년에 단 2명으로 시작한 회사가, 1983년에는 약 9,800명으로 부풀어 오르고 있었다.구조조정 결과 경영상황은 어느 정도 개선됐고 적자 누수 상태였던 아타리의 가정용 게임기 부문에도 회복 조짐이 보이기 시작했다.
실패에 대한 반성 때문에 특약 도매업자와의 계약도 유통 시스템도 재검토됐다.로스도 아타리의 부활을 목청껏 외쳤지만 파트너를 찾지 못해 은밀히 매각할 곳을 찾았다.다음해를 포함해 2년간에 워너의 손실은 10억달러에 달해 왕국은 약체화, 거래 은행의 나오는 태도에 따라서는 파산하기 직전까지 와 버렸다.
1984년에 워너 본사가 호미디어왕 루퍼드·머독의 매수 공세를 당한다.경영 개선에서 분리 매각이 로스의 선택이며 워너는 가정용 게임기 부문과 Apple Computer나 코모돌 등의 타사에 밀려 기미가 보였던 PC 부문의 분리를 결정.1985년에 아타리는 아케이드를 중심으로 하는 아타리 게임즈와 가정용 게임, 취미 PC를 중심으로 하는 아타리 코프의 2사로 분할된다.

### 아타리 게임즈 (아케이드 게임 부문)
업무용 게임 부문은, 아타리 게임즈(Atari Games)로 이름이 바뀌어 「건틀렛」이나 「마블 매드네스」등의 히트로 알려져 있었다.1985년에는 경영권이 워너보다 남코에 매각되어 남코 미국의 나카지마 히데유키가 아타리 게임즈의 사장으로, 당시 남코의 사장이었던 나카무라 마사야가 회장으로 각각 취임했다. 한동안 일본에 라이센스를 남코가 실시하고, 반대로 남코제품의 구미에서의 라이센스를 아타리가 실시하고 있었다.1990년 7월 1일, 남코는 아타리 게임즈와의 자본 제휴를 해소함과 동시에 아타리 게임즈의 완전 자회사인 오락실 운영회사 아타리 오퍼레이션즈를 매수했다.1990년까지는 일본에 대한 라이선스는 남코, 그 후에는 코나미와 SNK로부터도 이루어지고 있다.
그리고 아타리게임즈는 자사 제품의 가정용 게임 이식을 목표로 자회사 텡겐을 설립했으나 보안에 관한 저작권 위반으로 닌텐도가 소송을 내 사실상 패소했다.충격에서 벗어나려던 아탈리 게임스는 이로써 다시 기울었다.
이후 워너가 주간지로 유명한 타임사에 인수되면서 로스는 회장이 됐고 사장에는 폰 양산 직후 아타리에 입사한 댄 에르데렌이 취임했다.타임워너는 합병 레버리지로 막대한 차입금을 짊어졌지만 로스는 돈과 실권을 쥐었다.타임워너사가 되면서 타임워너인터랙티브(통칭 TWI)로 개명, 일시적으로 아타리의 이름이 사라졌다.
타임 워너는 가정용(아타리코프)에 이어, 아케이드 부문도 타임 워너로부터의 분리를 결정, 매수처로는 일본의 게임 회사의 이름도 거론되었지만, 1996년 3월에 핀볼 대기업인 윌리엄스·인더스트리스(WMS)에 매수되었다.아타리(게임즈)의 이름은 WMS 측에서 부활했지만, 이번에는 7개월 후에 WMS로부터 분리된 미드웨이 게임즈에 아타리 브랜드가 계승된다. 그리고 2000년 2월에 미드웨이는 아타리 브랜드를 사용 정지, 아타리 브랜드의 아케이드 신작은 만들어지지 않게 되었다(이러한 자세한 것은 윌리엄스와 미드웨이 게임즈를 참조).이 합병의 경과상, 미드웨이 게임즈는 지금도 아타리 게임즈의 게임의 권리를 보유하고 있으며, 또 미드웨이의 슬롯 머신에는 「폰」 등, 아타리의 게임명을 사용하고 있는 것이 있다.
2009년 파산한 미드웨이를 워너가 인수하면서 아탈리 게임즈의 권리는 다시 워너의 것이 되었다.

### 아타리코프 (가정용 게임, 컴퓨터 부문)

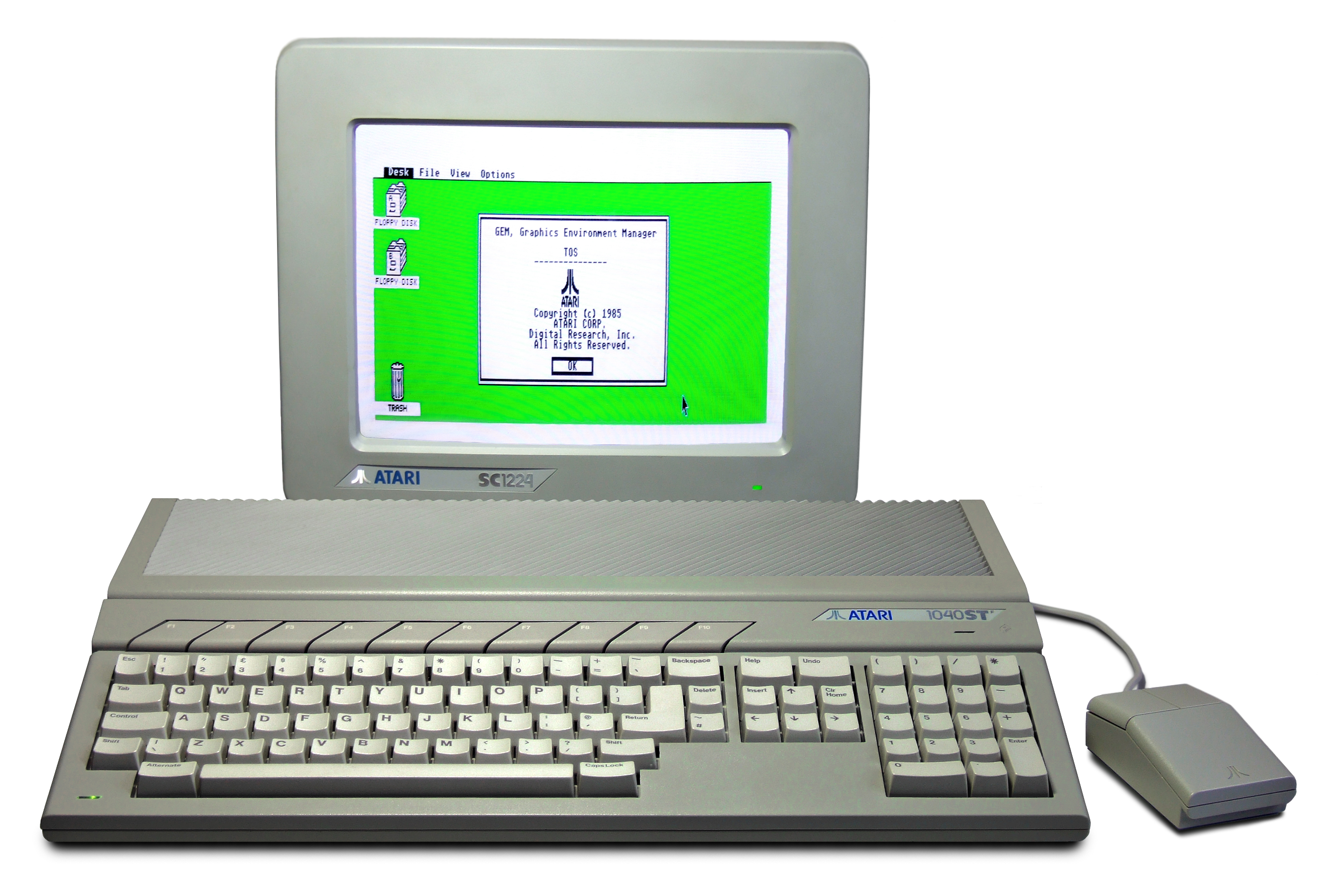
Atari ST

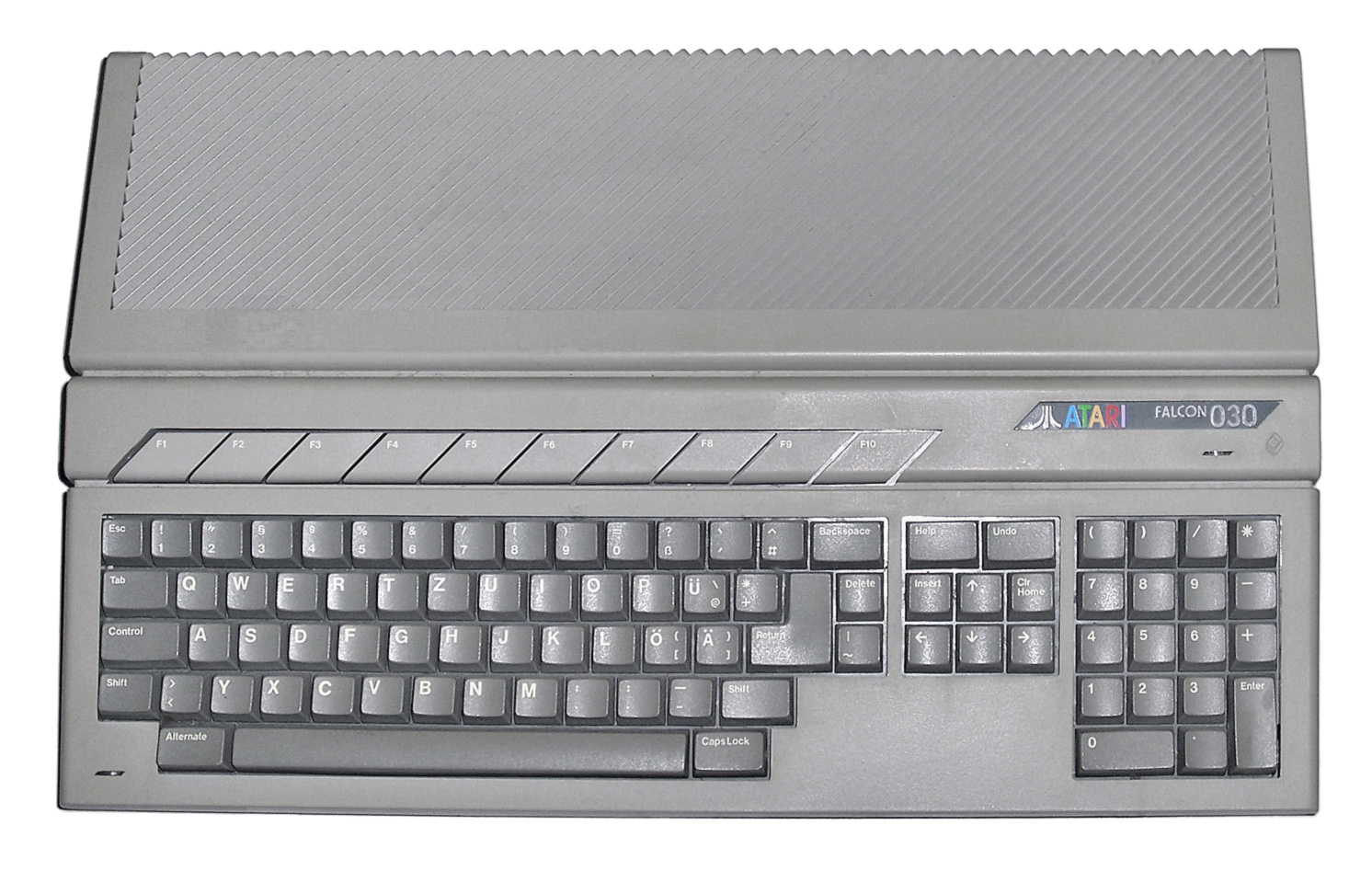
Atari Falcon

1984년 가정용 게임과 PC부문은 새로운 회사에서 분할, 코모도르가 추방된 자크 트라미엘에게 매각되어 아타리코프(Atari Corp)가 되었다.
분할 전인 1979년에는, 8비트 퍼스널 컴퓨터 Atari 400/800을 발매해, 가정용 PC 시장에 참가하고 있었다.그 후, 코모도르에서 뽑힌 사원을 중심으로 4000/800의 후계기에 해당하는 16비트 PC의 개발을 해 1985년에는 Atari ST 로서 발매했다.AtariST는 Amiga사를 인수한 코모도르의 16비트 PC Amiga와 치열한 점유율 다툼을 벌인다.Atari ST는 MIDI를 표준 장비하고 있어 뮤지션에 애용자가 많았다.1989년에는 핸드헬드 컴퓨터의 Atari Portfolio와 포터블 게임기 Atari Lynx가 발매되었다.1989년 12월기 결산 시점에서는 수입 감소에도 불구하고 흑자였기 때문에, 일본의 게임업계지 게임머신은 실적이 회복되고 있다고 하여, AtariST나 AtariPC4라고 하는 PC류의 매출이 좋았던 반면, 가정용 비디오 게임 부문이 침체되어 있던 것 등을 지적하고 있다.1993년에는 32비트 게임기 Atari Jaguar를 발매했는데, 이것이 아타리 최후의 하드웨어가 되었다.아타리코프는 1996년에 하드 디스크 제조 회사인 JTS(JTS Corporation)에 흡수 합병되었지만, 그 후 아타리의 지적 재산은 하즈브로에 의한 인수를 거쳐, 2000년에는 프랑스의 인포그램 엔터테인먼트(IESA)에 매수되었다.

### 아타리의 부활
2001년 10월부터 인포그램은 아타리 브랜드를 부활시켜, 아타리 브랜드에서 게임의 발매를 시작했다.2003년 5월에는 북미 법인을 Atari, Inc.로 회사명을 변경했다. 2009년에는 아타리와 인포그램의 브랜드를 둘러싼 혼란을 없애기 위해 인포그램은 본사의 사명을 Atari SA로 변경했다.
2013년 1월, 미국의 Atari, Inc.는 관련 회사의 Atari Interactive, Inc.와 함께 파산법 적용을 신청해, 모회사인 Atari SA로부터 독립해 재건을 목표로 하게 되었다.
2017년 6월, Atari는 신형 게임기 'Ataribox'(나중에 Atari VCS)의 동영상을 공개하여 개발 중이라는 사실이 밝혀졌다.2017년 7월에 Ataribox의 사진이 공개되어 나뭇결 디자인과 빨강과 검정 디자인의 2가지 에디션을 얻을 것, 프론트 패널은 나무 또는 유리, 클래식 게임과 최신 게임 모두에 대응할 예정이라고 판명되었다.

## 출시한 게임 콘솔
- 아타리 2600
- 아타리 5200
- 아타리 7800
- 아타리 재규어
- 아타리 링크스
- 퐁
- 브레이크아웃
- 아타리 2700
- 아타리 코스모스

## 같이 보기
- 놀란 부쉬넬
- 1983년 비디오 게임 위기
- 아타리 SA